# Myron Joseph Cotta

Wappen von Myron Joseph Cotta als Bischof von Stockton

Wappen von Myron Joseph Cotta als Weihbischof in Sacramento

Myron Joseph Cotta (* 21. März 1953 in Dos Palos, Kalifornien, USA) ist ein US-amerikanischer Geistlicher und römisch-katholischer Bischof von Stockton.

## Leben
Myron Joseph Cotta trat 1980 in das Priesterseminar Saint John in Camarillo ein und empfing am 12. September 1987 das Sakrament der Priesterweihe für das Bistum Fresno. Nach verschiedenen Aufgaben in der Pfarrseelsorge und in der Diözesanverwaltung, wo er unter anderem für die Weiterbildung der Geistlichen und für Umweltfragen verantwortlich war, wurde er 2011 zum Generalvikar ernannt. Zuvor war er während der Sedisvakanz nach dem Tod Bischof John Steinbocks am 5. Dezember 2010 Diözesanadministrator des Bistums Fresno.
Papst Franziskus ernannte ihn am 24. Januar 2014 zum Titularbischof von Muteci und zum Weihbischof in Sacramento. Die Bischofsweihe spendete ihm der Bischof von Sacramento, Jaime Soto, am 25. März desselben Jahres. Mitkonsekratoren waren der Bischof von Fresno, Armando Xavier Ochoa, und der emeritierte Weihbischof im US-amerikanischen Militärordinariat, José de Jesús Madera Uribe MSpS.
Am 23. Januar 2018 ernannte ihn Papst Franziskus zum Bischof von Stockton. Die Amtseinführung fand am 15. März desselben Jahres statt.